# Poiana Galdei
Poiana Galdei falu Romániában, Erdélyben, Fehér megyében. Közigazgatásilag Alsógáld községhez tartozik.

## Fekvése
Felsőgáld közelében fekvő település.

## Története
Poiana Galdei korábban Felsőgáld része volt, 1956 körül vált külön, ekkor 239 lakosa volt.
1966-ban 245, 1977-ben 235, 1992-ben 174, 2002-ben pedig 158 román lakosa volt.